# Convention de New York sur la réduction des cas d'apatridie
Pour les articles homonymes, voir Convention de New York.
La Convention de New York sur la réduction des cas d'apatridie a été adoptée le 30 août 1961 et est entrée en vigueur le 13 décembre 1975.
Elle pose le principe qu'afin de ne pas créer de nouveaux apatrides, les États signataires attribuent leur nationalité « à l'individu né sur son territoire et qui, autrement, serait apatride» (art. 1). Ils ne peuvent, de plus, retirer sa nationalité à un de leurs ressortissants que s'il dispose d'une autre nationalité (art. 5 et suivants). En particulier, « les États contractants ne priveront de leur nationalité aucun individu si cette privation doit le rendre apatride » (art. 8.1).

## Signatures et adhésions
En janvier 2016, cette convention est signée par 5 pays (France, Israël, Pays-Bas, République dominicaine, Royaume-Uni) et 65 y ont adhéré (Albanie, Allemagne, Argentine, Arménie, Australie, Autriche, Azerbaïdjan, Belgique, Belize, Bénin, Bolivie, Bosnie-Herzégovine, Brésil, Bulgarie, Canada, Colombie, Costa Rica, Côte d'Ivoire, Croatie, Danemark, Équateur, Finlande, Gambie, Géorgie, Guatemala, Guinée, Honduras, Hongrie, Irlande, Italie, Jamaïque, Kiribati, Lesotho, Lettonie, Libéria, Libye, Liechtenstein, Lituanie, Monténégro, Mozambique, Nicaragua, Niger, Nigéria, Norvège, Nouvelle-Zélande, Panama, Paraguay, Pays-Bas, Pérou, Portugal, Moldova, République tchèque, Roumanie, Royaume-Uni, Rwanda, Sénégal, Serbie, Slovaquie, Suède, Swaziland, Tchad, Tunisie, Turkménistan, Ukraine, Uruguay), parfois avec des réserves.

## Cas de la France
La France a signé cette convention le 31 mai 1962 mais ne l'a pas ratifiée. De plus, elle a émis une réserve s'appuyant sur l'art. 8.3 de la convention, lui permettant « de priver un individu de sa nationalité, [… s'il] a eu un comportement de nature à porter un préjudice grave aux intérêts essentiels de l'État [...] ».
De même, la convention européenne sur la nationalité de 1997, qui prévoit que « chaque individu a droit à une nationalité », a été signée mais non ratifiée par la France. Par ailleurs, l'article 15 de la Déclaration universelle des droits de l'homme (DUDH) dispose que « tout individu a droit à une nationalité » ; mais ce texte a une portée juridique faible, pour le Conseil d'État elle  est dépourvue de valeur normative. 
En conséquence, pour le constitutionnaliste Didier Maus, « juridiquement il n'y a pas de texte international qui engage la France à interdire l'apatridie ». Mais pour un autre constitutionnaliste, Dominique Rousseau, « sa simple signature [de la convention de 1961] engage [la France] à respecter l'esprit et le but du texte ».